# Wetterau-Limes
Als Wetterau-Limes (auch Wetteraubogen) wird in der Forschung der Teil des Obergermanisch-Raetischen Limes bezeichnet, der die spätere Wetterau in Hessen umschloss. Er ist heute Teil der UNESCO-Welterbestätte Obergermanisch-Raetischer Limes.

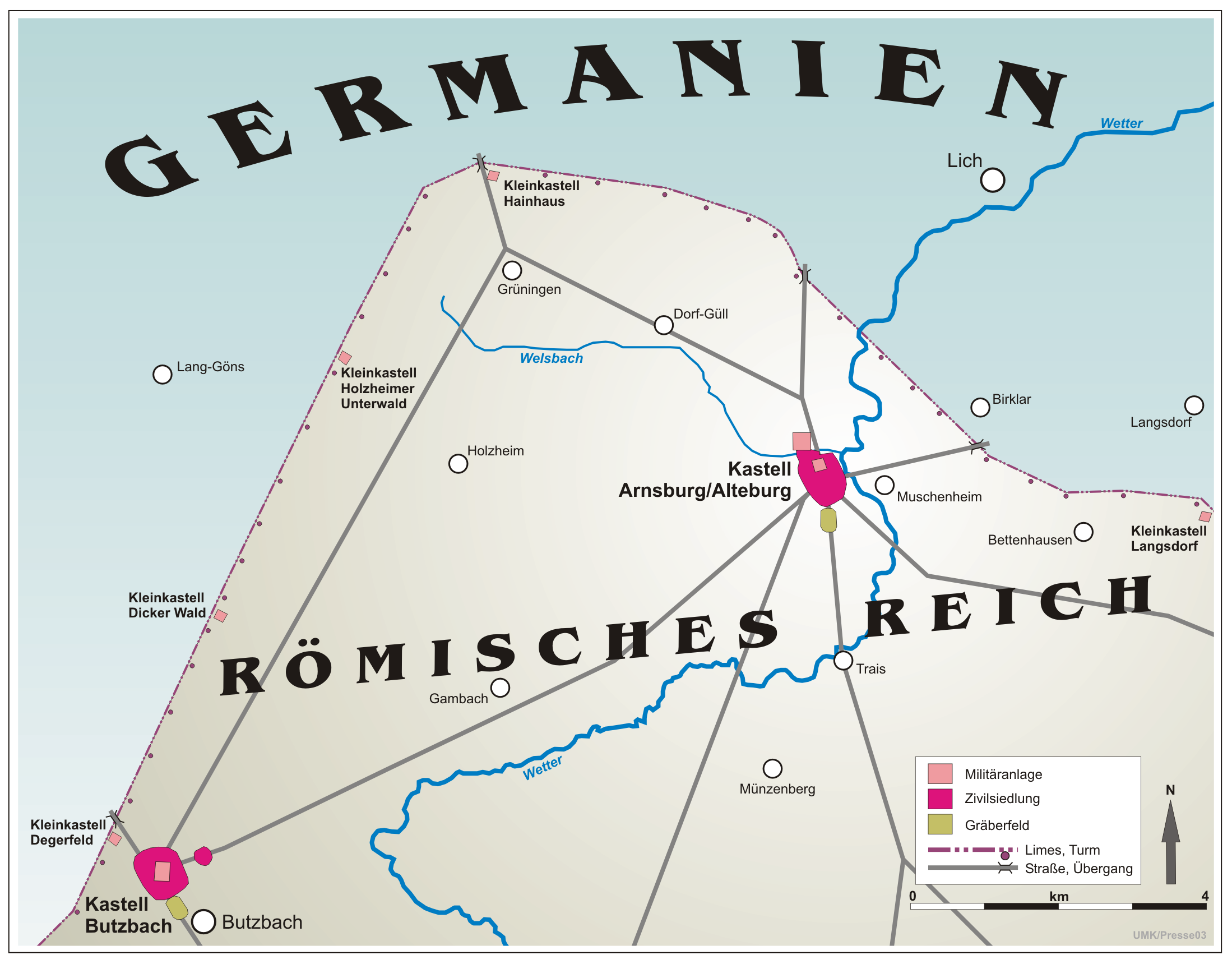
Limesverlauf in der Wetterau

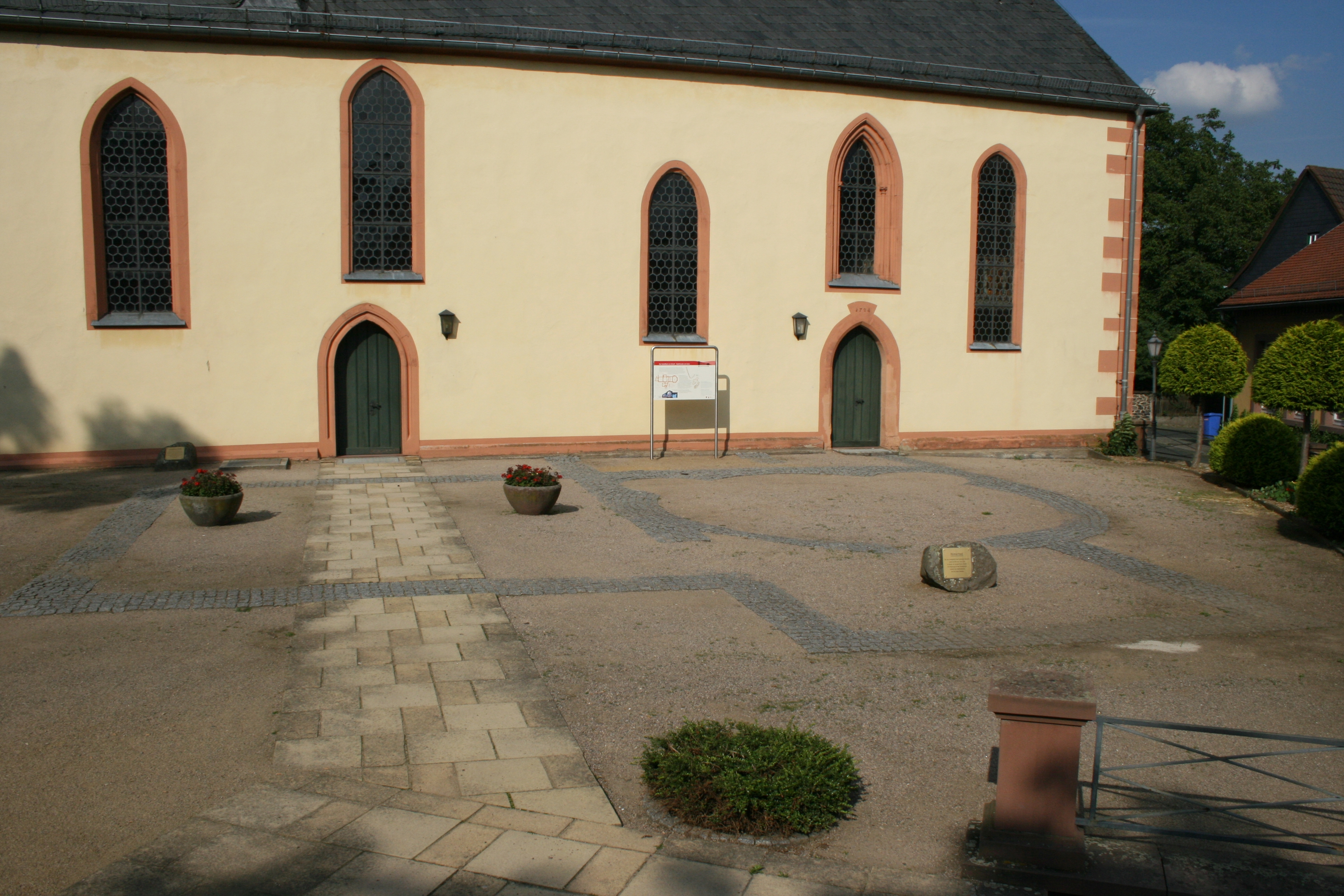
Im Pflaster vor der Kirche markiertes Badegebäude des Kastells Echzell

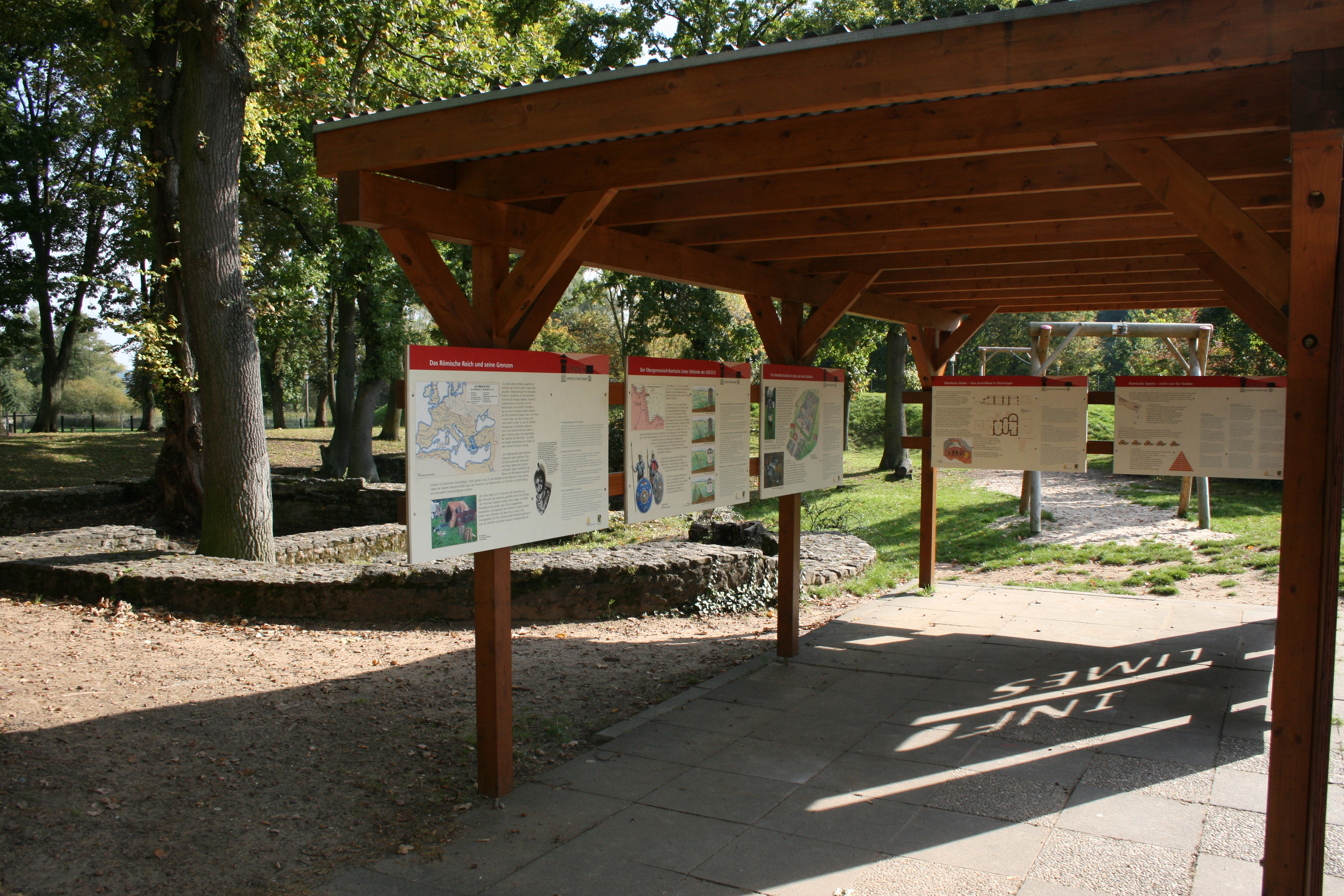
Informationstafeln vor dem Badegebäude des Kastells Rückingen

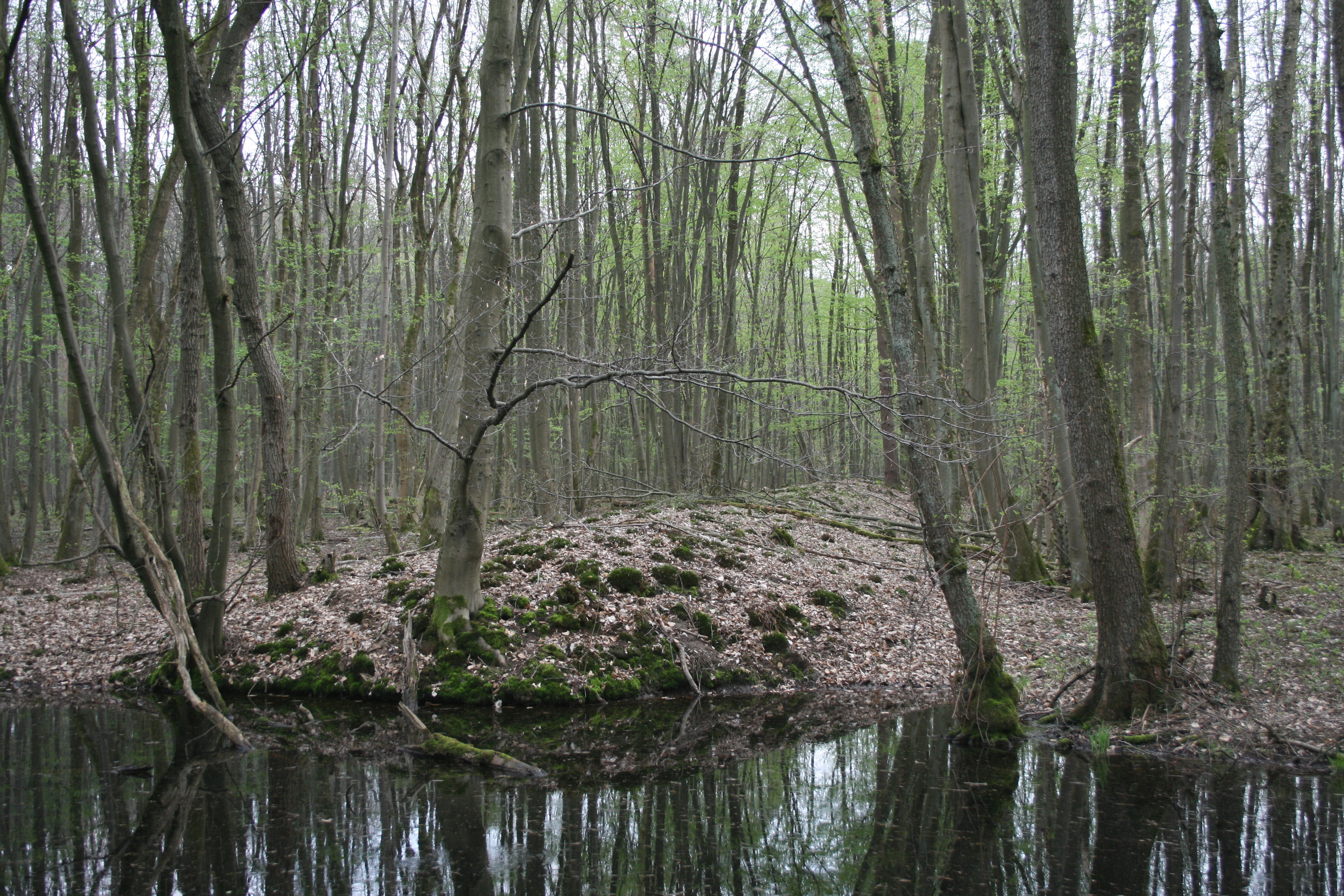
Gut erhaltener Abschnitt des Limes in der Bulau bei Erlensee

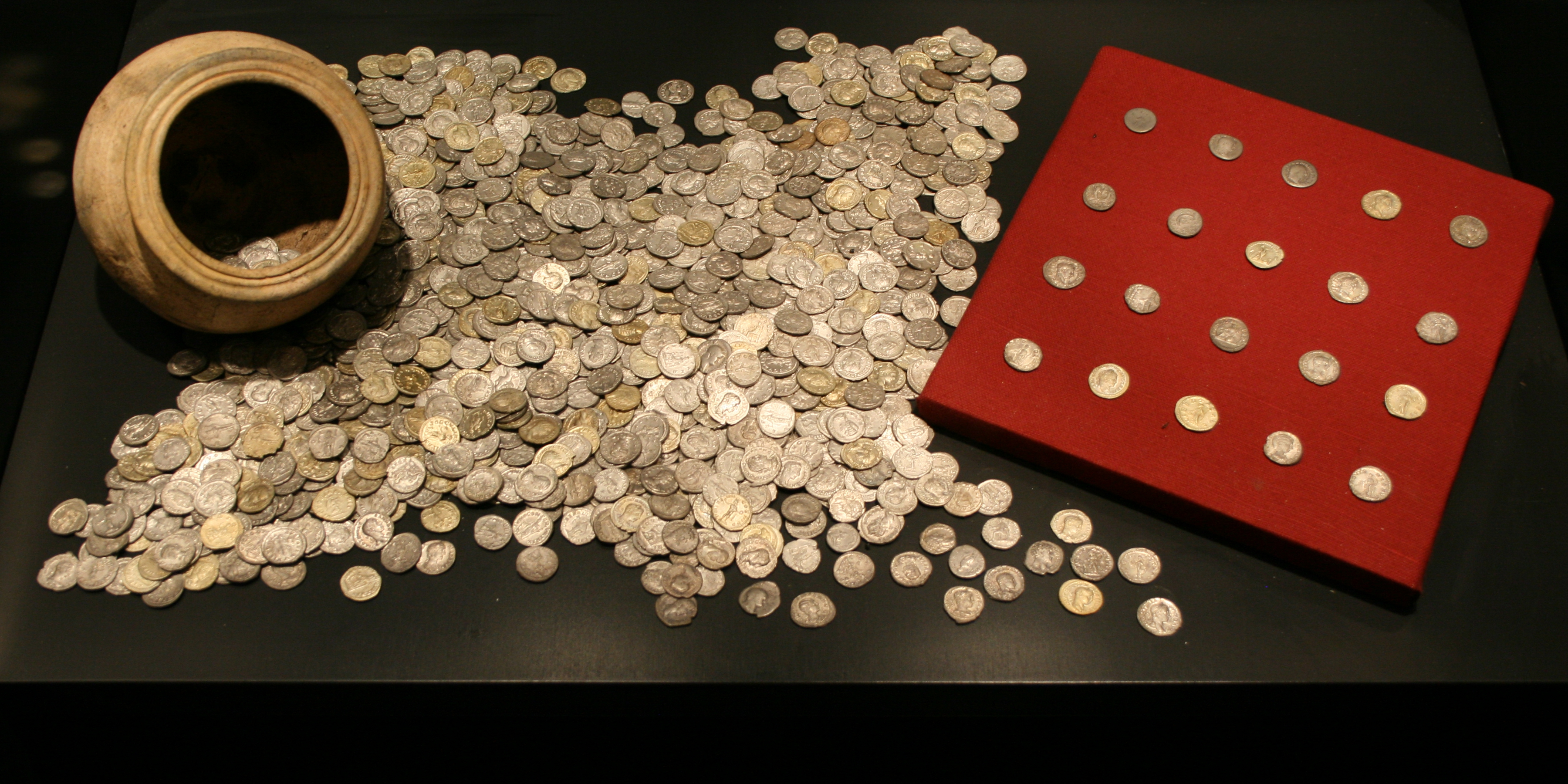
Der Münzschatz aus Ober-Florstadt im Wetterau-Museum

## Geschichte und Verlauf
Noch während der beiden Feldzüge Kaiser Domitians gegen die Chatten (83 und 85 n. Chr.) begannen die Römer Schneisen in die dichten Wälder des heutigen Hessens zu schlagen, um Überfälle auf ihre Kolonnen (wie etwa bei der Schlacht im Teutoburger Wald) zu vermeiden.
Auf dem Taunuskamm diente eine solche Schneise als Nachschub- und Kontrollweg. Nach Beendigung der Chattenkriege begannen die Römer, diese rechtsrheinischen Eroberungen durch einen Limes zu sichern: die Wegschneisen wurden mit hölzernen Türmen bewehrt, um eine lückenlose Überwachung zu gewährleisten. Damit wurden der Südabhang des Taunus und die fruchtbare und strategisch wichtige  Wetterau Teil des römischen Reichs. Zusätzlich zur Errichtung dieser Grenzlinie wandelte Domitian die beiden bisherigen germanischen Militärbezirke Ober- und Niedergermanien in Provinzen um. Trotz der eher geringen Eroberung ließ er sich anschließend in Rom mit großem Pomp als Triumphator feiern und Münzen mit der ambitiösen Aufschrift Germania capta („Germanien ist erobert“) prägen. Die propagandistische Seite dieser Politik zeigt sich auch darin, dass in der ohnehin recht schmalen Provinz Obergermanien (Germania superior) damals kaum Germanen, sondern fast nur Kelten lebten.
Die lange vertretene Überzeugung, der Neckar-Odenwald-Limes sei gleichzeitig mit dem Wetterau-Limes unmittelbar nach den Chattenkriegen errichtet worden, gilt heute als widerlegt. Zwar gab es auf rechtsrheinischem Gebiet seit den siebziger Jahren des 1. Jahrhunderts römische Vorposten, die Grenzziehung entlang der Odenwald-Neckar-Linie bis Donnstetten (vgl. Lautertal-Limes) wird heute aber überwiegend erst auf das Jahr 98 n. Chr. datiert.
Die Erhaltungsbedingungen sind durch starke landwirtschaftliche Nutzung der Wetterau schlecht. Nur wenige Abschnitte an den Ausläufern des Taunus, bei Echzell, Limeshain und östlich von Hanau sind oberirdisch sichtbar. Der Umstand hat in der Frühzeit der Limesforschung dazu geführt, dass die östliche Wetteraustrecke unbekannt war; man vermutete einen Verlauf durch den Vogelsberg. Dies wurde erst in den 1880er Jahren durch Ausgrabungen des Hanauer Geschichtsvereins unter Albert Duncker und Georg Wolff widerlegt.
Wie die anderen Abschnitte des Obergermanisch-Raetischen Limes wurde auch der Wetterau-Limes nach und nach verstärkt und ausgebaut. Insbesondere in der östlichen Wetterau ist die Anfangsdatierung der einzelnen Kastellanlagen nicht einheitlich. Es liegt nahe, dass zunächst eine Linie Oberflorstadt – Heldenbergen – Hanau-Mittelbuchen – Hanau-Salisberg bestand. Kastelle auf der weiter östlich gelegenen Linie Marköbel – Rückingen – Großkrotzenburg wurden wahrscheinlich erst in trajanischer Zeit errichtet. Die benachbarte Taunuslinie wurde noch in der zweiten Hälfte des 2. Jahrhunderts durch die Numeruskastelle Holzhausen, Kleiner Feldberg und Kapersburg verstärkt.
Die weite Ausbuchtung des Limes im Norden der Wetterau erklärt sich mit den fruchtbaren Böden einerseits und dem hohen Bedarf zur Versorgung der Truppen am Limes und des Legionslagers in Mainz (Mogontiacum). Archäobotanische Untersuchungen haben alleine für den Limesbogen in der Wetterau einen jährlichen Bedarf von 3034 t Getreide (ohne Saatgutproduktion) und 10.371 t Heu errechnet.
Das Ende des Wetterau-Limes kam im Jahre 259/260 n. Chr., als Rom sämtliche rechtsrheinischen Gebiete wieder aufgab (Limesfall). So scheint z. B. das in der Wetterau einst florierende Töpfereigewerbe weitgehend zum Erliegen gekommen zu sein. Keramikimporte aus dem Rheinland dominieren das archäologische Fundspektrum im zweiten Drittel des 3. Jahrhunderts. Auch Ziegel scheint man nicht mehr im Umfang wie früher gebrannt zu haben. Immer häufiger verbaute man stattdessen (teilweise auch schadhaftes) Altmaterial. Hypokaustheizungen wichen zugunsten wesentlich einfacher konstruierter Schlauchheizungen. Aus dem Grenzgebiet gibt aber auch noch andere interessante Befunde, welche die Spätzeit des Limes näher beleuchten. Dazu gehört der Münzschatz aus Ober-Florstadt, der wohl im Zuge der Germaneneinfälle des Jahres 233 verborgen wurde. Im Umfeld des Kastell Altenstadt ist 1603 die Inschrift eines collegium iuventutis entdeckt worden. Möglicherweise handelt es sich um eine Einheit, die als lokale Miliz zusammengestellt wurde. Das Kastell Kapersburg wurde in seiner letzten Phase erheblich verkleinert. Inschriftlich ist dort ebenfalls eine lokale Einheit fassbar, ein Numerus Nidensium, der vermutlich im Civitas-Hauptort Nida-Heddernheim ausgehoben wurde.

## Kastelle am Wetteraulimes
- Kleinkastell Lochmühle
- Kastell Kapersburg
- Kleinkastell Ockstädter Wald
- Kleinkastell Kaisergrube
- Kleinkastell „Am Eichkopf“
- Kastell Langenhain
- Kleinkastell Hunnenkirchhof
- Kastell Butzbach
- Kleinkastell Degerfeld
- Kleinkastell Dicker Wald
- Kleinkastell Holzheimer Unterwald
- Kleinkastell Hainhaus
- Kastell Arnsburg
- Kleinkastell Langsdorf
- Kleinkastell Feldheimer Wald
- Kastell Inheiden
- Kleinkastell „Auf dem Wingertsberg“
- Kleinkastell Massohl
- Kleinkastell Auf der Burg
- Kleinkastell Haselheck
- Kastell Echzell
- Kleinkastell Lochberg
- Kleinkastell Staden
- Kastell Ober-Florstadt
- Kleinkastell Stammheim
- Kastell Altenstadt
- Kleinkastell „Auf dem Buchkopf“
- Kastell Marköbel
- Kleinkastell Langendiebach
- Kastell Rückingen
- (Kastell Hanau-Salisberg)
- Kleinkastell Neuwirtshaus
- Kastell Großkrotzenburg

## Museen

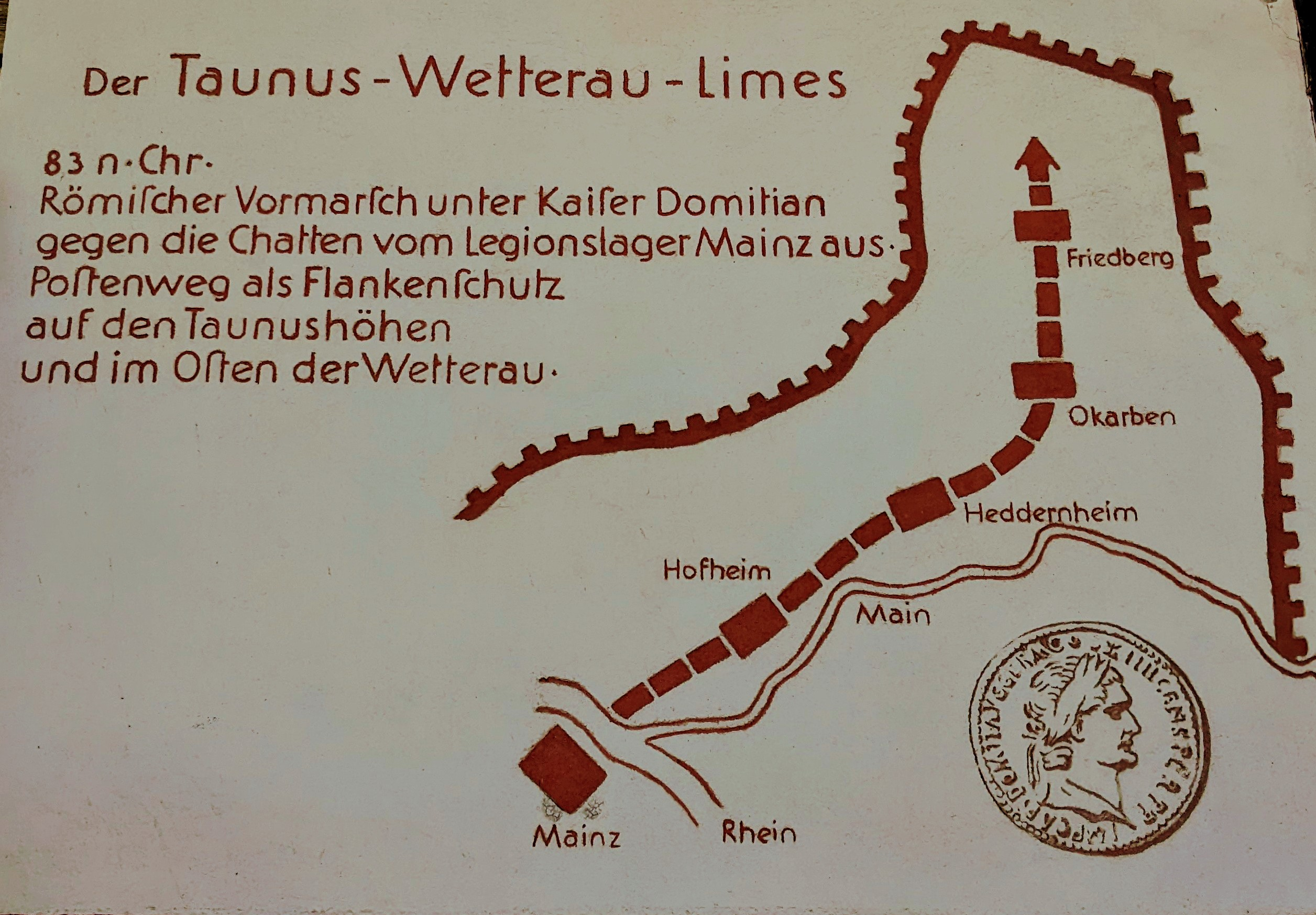
Wandbild zur Entstehung des Taunus-Wetterau-Limes im Saalburgmuseum

Die folgenden Museen präsentieren in ihrer Dauerausstellung den Wetteraulimes oder einzelne Fundorte:
- Saalburgmuseum, Bad Homburg
- Wetterau-Museum, Friedberg
- Museum der Stadt Butzbach
- Limesinformationszentrum Hof Graß[9]
- Heimatmuseum Echzell
- Heuson-Museum Büdingen
- Heimatmuseum Erlensee-Rückingen
- Museum Schloss Steinheim
- Museum Großkrotzenburg